# OVER (HIGH and MIGHTY COLORの曲)
「OVER」（オーヴァー）は、HIGH and MIGHTY COLORの楽曲。2004年11月24日に初のCDシングル作品、また唯一のインディーズ作品としてスパイスミュージックから発売。それから約5ヶ月後の2005年4月20日に通算3作目、メジャーデビュー後2作目のシングルとしてエスエムイーレコーズから発売された。

## インディーズ版

### 解説
ハイカラ唯一のインディーズ時代に発売された作品。一部のタワーレコードにて全1,500枚限定で発売され、約1ヶ月で完売となった。
いずれの楽曲も、アルバム未収録である。

### 収録曲
| 全作詞・作曲・編曲: HIGH and MIGHTY COLOR。 |                                 |                       |                       |      |
| #                                           | タイトル                        | 作詞                  | 作曲・編曲            | 時間 |
| 1.                                          | 「OVER」                        | HIGH and MIGHTY COLOR | HIGH and MIGHTY COLOR | 4:02 |
| 2.                                          | 「OVER -キジムナー party mix-」 | HIGH and MIGHTY COLOR | HIGH and MIGHTY COLOR | 6:09 |
| 合計時間:                                   | 合計時間:                       | 10:11                 |                       |      |

#### 楽曲解説
1. OVER
今作のMVは、『VIDEO G∞VER』に「OVER-PRECIOUS VERSION-」で収録されている。
2. OVER -キジムナー party mix-
ユウスケのパートの一部とサビを中心としたリミックス。

## メジャー版

### 解説
- この曲で2度目の『ミュージックステーション』に出演し演奏した[2]。この放送回の演奏前のトークで、ボーカルのマーキーが同郷出身の安室奈美恵との共演をきっかけに、幼少期に安室の影響を受けてダンスを真似していたりといったトークをしていた。
- ヒットした「PRIDE」の後のシングルとなったが、オリコンチャートトップ10ランクインはならなかった。
- 初回盤として、ステッカーが封入されている。

### 収録曲
| 全作詞・作曲・編曲: HIGH and MIGHTY COLOR。 |                        |                       |                       |      |
| #                                           | タイトル               | 作詞                  | 作曲・編曲            | 時間 |
| 1.                                          | 「OVER」               | HIGH and MIGHTY COLOR | HIGH and MIGHTY COLOR | 4:01 |
| 2.                                          | 「change」             | HIGH and MIGHTY COLOR | HIGH and MIGHTY COLOR | 3:35 |
| 3.                                          | 「インソムニア」       | HIGH and MIGHTY COLOR | HIGH and MIGHTY COLOR | 4:42 |
| 4.                                          | 「OVER-Instrumental-」 | HIGH and MIGHTY COLOR | HIGH and MIGHTY COLOR | 4:03 |
| 合計時間:                                   | 合計時間:              | 16:21                 |                       |      |

#### 楽曲解説
1. OVER
テレビ朝日系『Matthew's Best Hit TV +』エンディングテーマ。
インディーズ時代の「OVER」をアレンジし、再びレコーディングされた楽曲。曲尺や歌詞などの変更はなく、イントロやギターソロなどが多少変更されている点が挙げられる。
MVは、ドラマや映画などで使われている埼玉県立大学であり、スケートボードをやっているのはギターのカズトである。
歌詞中にある「Go!! High and mighty流で」は、ライブ時の掛け声でも使われており、いくつかの初回盤DVD特典などで確認できる。また、帯にも「突き進む、ハイ・アンド・マイティ流で」と書かれている。
2. change
ファンの投票を元に行われたマーキー最終参加のライブで披露された。
3. インソムニア
ハイカラ結成後、最初に作られた曲で、メンバー曰く「まだアンチノブナガの感じが色濃く残っている」。
デスヴォイスを多用した曲であり、ドラムのSASSYも一部参加している。

### 収録アルバム
- G∞VER (#1)
- 10 COLOR SINGLES (#1)
- BEEEEEEST (#1、LIVE@OKINAWA MUSIC TOWN 音市場 2008.8.24)